# Java Foundation Classes
Las Java Foundation Classes (JFC, en castellano Clases Base Java) son un framework gráfico para construir interfaces gráficas de usuario portables basadas en Java. JFC se compone de Abstract Window Toolkit (AWT), Swing y Java 2D. Juntas, suministran una interfaz de usuario consistente para programas Java, tanto si el sistema de interfaz de usuario subyacente es Windows, Mac OS X o Linux.
AWT es la más antigua de las dos APIs de interfaz, y fue criticada duramente por ser poco más que una envoltura alrededor de las capacidades gráficas nativas de la plataforma anfitrión. Esto significa que los widgets estándar en la AWT confían en esas capacidades de los widgets nativos, requiriendo que el desarrollador también este prevenido de las diferencias entre plataformas anfitrión.
Una API de gráficos alternativa llamada Internet Foundation Classes fue desarrollada en código más independiente de la plataforma por Netscape. Últimamente, Sun mezcló la IFC con otras tecnologías bajo el nombre "Swing", añadiendo la capacidad para un look and feel enchufable de los widgets. Esto permite a los programas Swing mantener la base del código independiente de la plataforma, pero imita el look de la aplicación nativa.
Véase también: Standard Widget Toolkit